# Остерська міська рада
Осте́рська міська́ ра́да — адміністративно-територіальна одиниця та орган місцевого самоврядування в Козелецькому районі Чернігівської області. Адміністративний центр — місто Остер.

## Загальні відомості
- Територія ради: 14,13 км²
- Населення ради: 7 878 осіб (станом на 2001 рік)
- Водоймища на території, підпорядкованій даній раді: річки Десна, Остер, озеро Солонецьке

## Населені пункти
Міській раді підпорядковані населені пункти:
- м. Остер
- с. Беремицьке
- с. Любечанинів
- с. Поліське

## Склад ради
Рада складається з 26 депутатів та голови.
- Голова ради: Самодєлок Віктор Андрійович
- Секретар ради: Красна Антоніна Сергіївна

### Керівний склад попередніх скликань
| Прізвище, ім'я, по батькові | Основні відомості                                               | Дата обрання | Дата звільнення |
| --------------------------- | --------------------------------------------------------------- | ------------ | --------------- |
| Западня Василь Григорович   | Міський голова, 1958 року народження, освіта вища               | 26.03.2006   | 25.10.2015      |
| Самодєлок Віктор Андрійович | Міський голова, 1958 року народження, освіта вища, безпартійний | 26.10.2015   |                 |

Примітка: таблиця складена за даними сайту Верховної Ради України